# Kensal Green Cemetery
Kensal Green Cemetery är en begravningsplats i Kensal Green, London, Storbritannien.
Den grundades av George Frederick Carden som inspirerades av Père-Lachaise i Paris. Invigningen skedde i januari 1833 och den första begravningen ägde rum en vecka senare.

## Personer begravda på Kensal Green Cemetery
- Oscar Gustave Rejlander – svensk-brittisk målare och fotograf.
- Robert Robinson – brittisk kemist och nobelpristagare.
- Paweł Edmund Strzelecki – polsk upptäcktsresande.
- John Ross – brittisk polarfarare.
- Prins George, hertig av Cambridge – brittisk prins.
- Prinsessan Sofia av Storbritannien – brittisk prinsessa.
- Prins August Fredrik, hertig av Sussex – brittisk prins.